# David Newman (componist)
David Newman (Los Angeles, 11 maart 1954) is een Amerikaans filmcomponist.
Newman komt uit een muzikale familie, waarvan zijn vader Alfred Newman, broer Thomas Newman en neef Randy Newman ook Hollywood componisten zijn. Hij studeerde aan de University of Southern California in Los Angeles. Newman's eerste werk in de filmmuziek was de korte film Frankenweenie uit 1984 van Tim Burton. Hij is het meest bekend met films uit het filmkomedie genre, waarvan hij meerdere films componeerde voor Danny DeVito en Eddie Murphy. Newman's bekendste films zijn onder meer Matilda, The Nutty Professor en de animatiefilms Ice Age en Anastasia. Voor de laatste film ontving hij een Academy Award-nominatie in 1998.

## Filmografie
- 1986: Critters
- 1986: Vendetta
- 1987: The Kindred
- 1987: My Demon Lover
- 1987: The Brave Little Toaster (Het Dappere Broodroostertje)
- 1987: Throw Momma from the Train
- 1988: Heathers
- 1989: Bill & Ted's Excellent Adventure
- 1989: Disorganized Crime
- 1989: Little Mosters
- 1989: Gross Anatomy
- 1989: The War of the Roses
- 1990: Madhouse
- 1990: Fire Birds
- 1990: The Fresham
- 1990: DuckTales the Movie: Treasure of the Lost Lamp (Ducktales de film: Het geheim van de wonderlamp)
- 1990: Mr. Destiny
- 1990: Meet the Applegates
- 1991: The Marrying Man
- 1991: Talent for the Game
- 1991: Michael & Mickey
- 1991: Don't Tell Mom the Babysitter's Dead
- 1991: Rover Dangerfield
- 1991: Bill & Ted's Bogus Journey
- 1991: The Runestone
- 1991: Paradise
- 1991: Other People's Money
- 1992: Honeymoon in Vegas
- 1992: The Mighty Ducks
- 1992: That Night
- 1992: Hoffa
- 1993: The Sandlot
- 1993: Coneheads
- 1993: Undercover Blues
- 1994: The Air Up There
- 1994: My Father the Hero
- 1994: The Flintstones
- 1994: The Cowboy Way
- 1994: I Love Trouble
- 1995: Boys on the Side
- 1995: Tommy Boy
- 1995: Operation Dumbo Drop
- 1996: Big Bully
- 1996: The Phantom
- 1996: The Nutty Professor
- 1996: Matilda
- 1996: Jingle All the Way
- 1997: Out to Sea
- 1997: Anastasia
- 1999: Never Been Kissed
- 1999: Brokedown Palace
- 1999: Bowfinger
- 1999: Galaxy Quest
- 2000: The Flintstones in Viva Rock Vegas
- 2000: Nutty Professor II: The Klumps
- 2000: Duets
- 2000: Bedazzled
- 2000: 102 Dalmatians (102 Dalmatiërs)
- 2001: Dr. Dolittle 2
- 2001: The Affair of the Necklace
- 2002: Death to Smoochy
- 2002: Ice Age
- 2002: Life or Something Like It
- 2002: Scooby-Doo
- 2003: How to Lose a Guy in 10 Days
- 2003: Daddy Day Care
- 2003: Duplex
- 2003: The Cat in the Hat
- 2004: Scooby-Doo 2: Monsters Unleashed
- 2005: Are We There Yet?
- 2005: Man of the House
- 2005: Monster-in-Law
- 2005: Serenity
- 2007: Norbit
- 2008: Welcome Home, Roscoe Jenkins
- 2008: The Spirit
- 2009: My Life in Ruins
- 2009: Alvin and the Chipmunks: The Squeakquel
- 2010: Crazy on the Outside
- 2010: The Spy Next Door
- 2010: Animals United (originele titel: Konferenz der Tiere)
- 2011: Big Mommas: Like Father, Like Son
- 2012: A Christmas Story 2
- 2013: Tarzan
- 2014: Behaving Badly
- 2014: Ruth & Alex (originele titel: 5 Flights Up)
- 2016: Army of One
- 2017: Girls Trip

## Prijzen en nominaties

### Academy Awards
| Jaar | Titel     | Categorie                                      | Uitslag     |
| ---- | --------- | ---------------------------------------------- | ----------- |
| 1998 | Anastasia | Beste originele muziek voor musical of komedie | Genomineerd |